# Zonsverduisteringen van 1991 t/m 2000
De periode 1991 t/m 2000 bevatte 23 zonsverduisteringen. Deze zijn onderverdeeld in de volgende typen:
- 7 totale
- 6 ringvormige
- 0 hybride
- 10 gedeeltelijke

## Overzicht
Onderstaand overzicht bevat alle details van deze zonsverduisteringen.
| Datum        | UTC op Max | Type         | Stijl                       | Saros nr | Magni- tude | Lengte op Max | Regio's in het gehele eclipsgebied                                           | Regio's met het eclipspad                                                 |
| ------------ | ---------- | ------------ | --------------------------- | -------- | ----------- | ------------- | ---------------------------------------------------------------------------- | ------------------------------------------------------------------------- |
| 15 jan. 1991 | 23:53:51   | ringvormig   | centraal                    | 131      | 0.929       | 07m53s        | Australië, Nieuw-Zeeland, zuidpoolgebied, zuidelijke Grote Oceaan            | zuidwestelijk Australië, Tasmanië, Nieuw-Zeeland, zuidelijke Grote Oceaan |
| 11 juli 1991 | 19:07:00   | totaal       | middelste eclips Sarosserie | 136      | 1.080       | 06m53s        | oostelijke Grote Oceaan, Noord-Amerika, Zuid-Amerika                         | Hawaii, Mexico, Midden-Amerika, Colombia, Brazilië                        |
| 4 jan. 1992  | 23:05:37   | ringvormig   | centraal                    | 141      | 0.918       | 11m41s        | noordelijk Australië, Grote Oceaan, westelijk Noord-Amerika                  | centrale Grote Oceaan, zuidelijk Californië                               |
| 30 juni 1992 | 12:11:22   | totaal       | centraal                    | 146      | 1.059       | 05m21s        | Zuid-Amerika, zuidelijke Atlantische Oceaan, westelijk Afrika                | Uruguay, zuidelijke Atlantische Oceaan                                    |
| 24 dec. 1992 | 00:31:41   | gedeeltelijk |                             | 151      | 0.842       | -             | noordoostelijk Azië, noordelijke Grote Oceaan, Alaska                        |                                                                           |
| 21 mei 1993  | 14:20:14   | gedeeltelijk |                             | 118      | 0.735       | -             | westelijke Noord-Amerika, noordelijk Europa, noordwestelijk Azië             |                                                                           |
| 13 nov. 1993 | 21:45:51   | gedeeltelijk |                             | 123      | 0.928       | -             | zuidelijk Australië, Nieuw-Zeeland, zuidpoolgebied, zuidelijk Zuid-Amerika   |                                                                           |
| 10 mei 1994  | 17:12:26   | ringvormig   | centraal                    | 128      | 0.943       | 06m13s        | oostelijke Grote Oceaan, Noord-Amerika, Europa, westelijk Afrika             | Grote Oceaan, centraal Verenigde Staten, oostelijk Canada, Marokko        |
| 3 nov. 1994  | 13:40:06   | totaal       | centraal                    | 133      | 1.054       | 04m23s        | Zuid-Amerika, zuidpoolgebied, zuidelijke Atlantische Oceaan zuidelijk Afrika | Peru, Chili, Bolivia, Paraguay, Brazilië                                  |
| 29 apr. 1995 | 17:33:20   | ringvormig   | centraal                    | 138      | 0.950       | 06m37s        | zuidelijke Grote Oceaan, Midden-Amerika, Zuid-Amerika, Atlantische Oceaan    | zuidelijke Grote Oceaan, Ecuador, Peru, Colombia, Brazilië                |
| 24 okt. 1995 | 04:33:30   | totaal       | centraal                    | 143      | 1.021       | 02m10s        | Midden-Oosten, Azië, Indonesië, Australië                                    | Iran, India, Thailand, zuidoostelijk Azië                                 |
| 17 apr. 1996 | 22:38:12   | gedeeltelijk |                             | 148      | 0.880       | -             | Nieuw-Zeeland, zuidelijke Grote Oceaan                                       |                                                                           |
| 12 okt. 1996 | 14:03:04   | gedeeltelijk |                             | 153      | 0.757       | -             | noordoostelijk Noord-Amerika, Europa, noordelijk Afrika                      |                                                                           |
| 9 mrt. 1997  | 01:24:50   | totaal       | centraal                    | 120      | 1.042       | 02m50s        | Azië, Alaska                                                                 | Mongolië, China, Siberië                                                  |
| 2 sep. 1997  | 00:04:49   | gedeeltelijk |                             | 125      | 0.899       | -             | Australië, Nieuw-Zeeland, zuidpoolgebied                                     |                                                                           |
| 26 feb. 1998 | 17:29:27   | totaal       | centraal                    | 130      | 1.044       | 04m09s        | Noord-Amerika, Midden-Amerika, Zuid-Amerika                                  | Galapagos, Colombia, Venezuela, Caribisch gebied                          |
| 22 aug. 1998 | 02:07:10   | ringvormig   | centraal                    | 135      | 0.973       | 03m14s        | Azië, Australië, Nieuw-Zeeland                                               | Sumatra, Borneo, Grote Oceaan                                             |
| 16 feb. 1999 | 06:34:38   | ringvormig   | centraal                    | 140      | 0.993       | 00m40s        | zuidelijk Afrika, zuidpoolgebied, Australië, Nieuw-Zeeland                   | zuidelijk Indië, Australië                                                |
| 11 aug. 1999 | 11:04:09   | totaal       | centraal                    | 145      | 1.029       | 02m23s        | oostelijk Noord-Amerika, noordelijk Afrika, Europa, Azië                     | Engeland, Europa, Midden-Oosten, Turkije, India                           |
| 5 feb. 2000  | 12:50:27   | gedeeltelijk |                             | 150      | 0.579       | -             | zuidpoolgebied                                                               |                                                                           |
| 1 juli 2000  | 19:33:33   | gedeeltelijk |                             | 117      | 0.477       | -             | zuidelijke Grote Oceaan, zuidelijk Zuid-Amerika                              |                                                                           |
| 31 juli 2000 | 02:14:07   | gedeeltelijk |                             | 155      | 0.603       | -             | noordelijk Azië, noordwestelijk Noord-Amerika                                |                                                                           |
| 25 dec. 2000 | 17:35:57   | gedeeltelijk |                             | 122      | 0.723       | -             | Noord-Amerika, Midden-Amerika                                                |                                                                           |

### Legenda
| Kolomhoofd                         | Uitleg                                                                                                |
| ---------------------------------- | --- |
| Datum                              | Datum op het moment van het maximum van de eclips                                                     |
| UTC op Max                         | Tijd in UTC op het moment van het maximum van de eclips                                               |
| Type                               | Type van de eclips                                                                                    |
| Stijl                              | Binnen een type zijn verschillende stijlen mogelijk                                                   |
| Sarosnr                            | Het nr van de sarosreeks waartoe de eclips behoort                                                    |
| Magnitude                          | Percentage van verduistering van de middellijn van de zon op het moment van het maximum van de eclips |
| Lengte op Max                      | Tijdsduur van de eclips op de plek met het maximum                                                    |
| Regio's in het gehele eclipsgebied | Gebieden waar de eclips of een gedeelte ervan te zien is                                              |
| Landen met het eclipspad           | Landen waar de eclips totaal of ringvormig te zien is                                                 |